# Шулькевич (село)
Шульке́вич — упразднённое село в Хасавюртовском районе Дагестана. Входило в Байрамаульский сельсовет. Исключено из учётных данных в 2025 году.

## История
Село основано в начале XX века переселенцами из Могилевской губернии. Названо по фамилии основателя Шулькевича. Покинуто после чеченского рейда в 1918 году.
Позже заселено кумыками, а с середины 1950-х годов в село подселяют лезгин.

## Население
| 1914 | 1939 | 1970 | 1989 | 2002 | 2010 | 2021 |
| ---- | ---- | ---- | ---- | ---- | ---- | ---- |
| 78   | ↗148 | ↘119 | ↘4   | ↘0   | →0   | →0   |